# HD 25152
HD 25152，又名BD+36 805，SAO 56899、HR 1234，是一颗恒星，视星等为6.41，位于銀經159.9，銀緯-11.91，其B1900.0坐标为赤經3h 54m 41.2s，赤緯+36° -11.91′ 24″。